# Castuera
Castuera è un comune spagnolo situato nella comunità autonoma dell'Estremadura.